# Mesocoelopus niger
Mesocoelopus niger is een keversoort uit de familie klopkevers (Anobiidae). De wetenschappelijke naam van de soort is voor het eerst geldig gepubliceerd in 1821 door P.W. & J.Müller.